# Santa Cruz de Salinas
Santa Cruz de Salinas este un oraș în Minas Gerais (MG), Brazilia.